# Mazarefes
Mazarefes é uma localidade portuguesa do Município de Viana do Castelo que foi sede da extinta Freguesia de Mazarefes, freguesia que tinha 3,48 km² de área e 1 343 habitantes (2011), e, por isso, uma densidade populacional de 385,9 hab/km². 
A Freguesia de Mazarefes foi extinta em 2013, no âmbito de uma reforma administrativa nacional, tendo sido agregada à Freguesia de Vila Fria para formar uma nova freguesia denominada União de Freguesias de Mazarefes e Vila Fria.

## População
| População da freguesia de Mazarefes | População da freguesia de Mazarefes | População da freguesia de Mazarefes | População da freguesia de Mazarefes | População da freguesia de Mazarefes | População da freguesia de Mazarefes | População da freguesia de Mazarefes | População da freguesia de Mazarefes | População da freguesia de Mazarefes | População da freguesia de Mazarefes | População da freguesia de Mazarefes | População da freguesia de Mazarefes | População da freguesia de Mazarefes | População da freguesia de Mazarefes | População da freguesia de Mazarefes |
| ----------------------------------- | ----------------------------------- | ----------------------------------- | ----------------------------------- | ----------------------------------- | ----------------------------------- | ----------------------------------- | ----------------------------------- | ----------------------------------- | ----------------------------------- | ----------------------------------- | ----------------------------------- | ----------------------------------- | ----------------------------------- | ----------------------------------- |
| 1864                                | 1878                                | 1890                                | 1900                                | 1911                                | 1920                                | 1930                                | 1940                                | 1950                                | 1960                                | 1970                                | 1981                                | 1991                                | 2001                                | 2011                                |
| 665                                 | 679                                 | 733                                 | 721                                 | 772                                 | 752                                 | 764                                 | 856                                 | 878                                 | 1 010                               | 983                                 | 1 415                               | 1 508                               | 1 396                               | 1 343                               |

| Distribuição da População por Grupos Etários | Distribuição da População por Grupos Etários | Distribuição da População por Grupos Etários | Distribuição da População por Grupos Etários | Distribuição da População por Grupos Etários | Distribuição da População por Grupos Etários | Distribuição da População por Grupos Etários | Distribuição da População por Grupos Etários | Distribuição da População por Grupos Etários | Distribuição da População por Grupos Etários |
| -------------------------------------------- | -------------------------------------------- | -------------------------------------------- | -------------------------------------------- | -------------------------------------------- | -------------------------------------------- | -------------------------------------------- | -------------------------------------------- | -------------------------------------------- | -------------------------------------------- |
| Ano                                          | 0-14 Anos                                    | 15-24 Anos                                   | 25-64 Anos                                   | > 65 Anos                                    |                                              | 0-14 Anos                                    | 15-24 Anos                                   | 25-64 Anos                                   | > 65 Anos                                    |
| 2001                                         | 186                                          | 243                                          | 752                                          | 215                                          |                                              | 13,3%                                        | 17,4%                                        | 53,9%                                        | 15,4%                                        |
| 2011                                         | 166                                          | 136                                          | 778                                          | 263                                          |                                              | 12,4%                                        | 10,1%                                        | 57,9%                                        | 19,6%                                        |